# Cohocton (ville, New York)
Ne doit pas être confondu avec Cohocton (village, New York).
Cohocton est une ville du comté de Steuben, dans l'État de New York, aux États-Unis,. En 2010, elle comptait une population de 2 561 habitants.

## Démographie
Lors du recensement de 2010, la ville comptait une population de 2 561 habitants, tandis qu'en 2016, elle est estimée à 2 495 habitants.